# Gmina Dubravica
Gmina Dubravica (chorw. Općina Dubravica) – gmina w Chorwacji, w żupanii zagrzebskiej. W 2011 roku liczyła  1437 mieszkańców.